# Quận Bell, Texas
Quận Bell (tiếng Anh: Bell County) là một quận trong tiểu bang Texas, Hoa Kỳ. Quận lỵ đóng ở thành phố Belton.

## Thông tin nhân khẩu
Theo điều tra dân số 2 năm 2000, quận này đã có dân số 237.974 người, 85.507 hộ gia đình, và 61.992 gia đình sống trong quận. Mật độ dân số là 225 người trên một dặm vuông (87/km ²). Có 92.782 đơn vị nhà ở với mật độ trung bình là 88 cho mỗi dặm vuông (34/km ²). Cơ cấu chủng tộc của dân cư quận gồm 63,41% người da trắng, 20,43% da đen hay Mỹ gốc Phi, 0,72% người Mỹ bản xứ, 2,56% người châu Á, 0,48% người đảo Thái Bình Dương, 8,54% từ các chủng tộc khác, và 3,85% từ hai hoặc nhiều chủng tộc. 16,68% dân số là người Hispanic hay Latino thuộc chủng tộc nào. 13,3% là của Đức, 9,7% người Mỹ, Ailen 6,7% và 5,9% gốc tiếng Anh theo điều tra dân số năm 2000.
Có 85.507 hộ, trong đó 40,10% có trẻ em dưới 18 tuổi sống chung với họ, 56,60% là các cặp vợ chồng sống với nhau, 12,30% có chủ hộ là nữ không có mặt chồng, và 27,50% là không lập gia đình. 22,30% của tất cả các hộ gia đình đã được tạo thành từ các cá nhân và 6,50% có người sống một mình 65 tuổi trở lên đã được người. Bình quân mỗi hộ là 2,68 và cỡ gia đình trung bình là 3,14.
Trong quận, độ tuổi dân cư như sau: 28,90% ở độ tuổi dưới 18, 13,40% 18-24, 31,90% 25-44, 17,00% 45-64, và 8,80% người 65 tuổi trở lên. Tuổi trung bình là 29 năm. Cứ mỗi 100 nữ có 100,80 nam giới. Cứ mỗi 100 nữ 18 tuổi trở lên, đã có 99,30 nam giới.
Thu nhập trung bình cho một hộ gia đình trong quận đã được 36.872 USD, và thu nhập trung bình cho một gia đình là 41.455 Mỹ kim. Nam giới có thu nhập trung bình 28.031 đô la Mỹ so với 22.364 đô la Mỹ cho phái nữ. Thu nhập trên đầu cho các quận được 17.219 USD. Giới 9,70% gia đình và 12,10% dân số sống dưới mức nghèo khổ, trong đó có 16,30% những người dưới 18 tuổi và 9,80% có độ tuổi từ 65 trở lên.